# Curionópolis
Curionópolis est une municipalité brésilienne située dans l'État du Pará.